# Sabre de abordagem

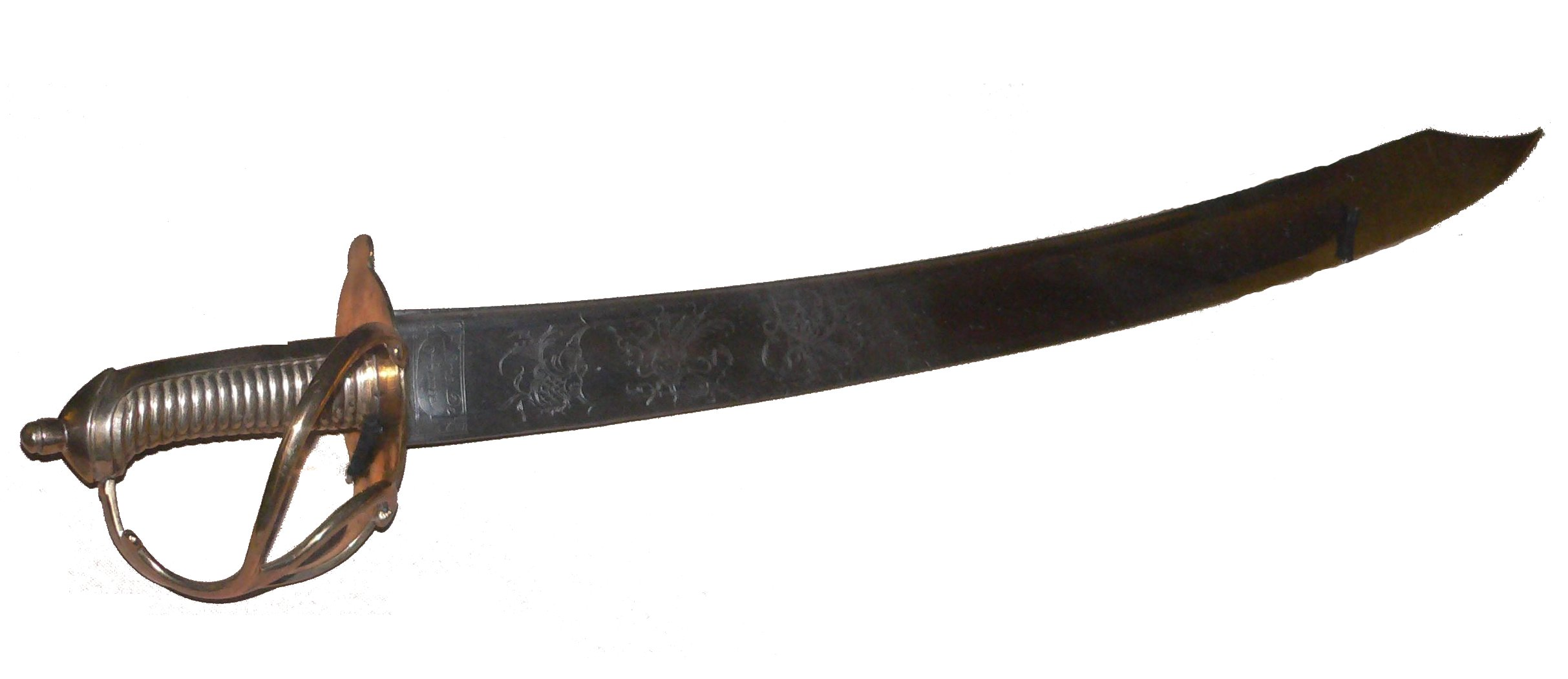
Sabre de abordagem

O sabre de abordagem (chamado "cutlass" em inglês e sable d'abordage em francês) é um sabre de uso naval, de dimensões curtas, de feição a facilitar o desembaraço do portador, no meio das enxárcias e cordoagem das embarcações à vela. Exibe certas caracteristícas semelhantes aos alfanges. 
Na época setecentista, foi amplamente utilizado por marinheiros e piratas, saindo de voga, a partir de inícios do século XIX, quando a abordagem, por seu turno, também se tornou uma táctica obsoleta na guerra naval.
Em todo o caso, permaneceu em muitas partes do mundo associada à actividade naval, mormente como uma peça ornamental do uniforme de gala de inúmeras marinhas.

## Feitio
Trata-se de um sabre de curtas dimensões com cerca de 76 centímetros de comprimento total, pesando cerca de 900 gramas a um quilo, de lâmina larga e de um só gume, a qual tanto pode ser curva como recta.
O guarda-mão, às vezes em S, outras vezes em copo, normalmente era feito de latão, para resistir aos efeitos da salsugem.

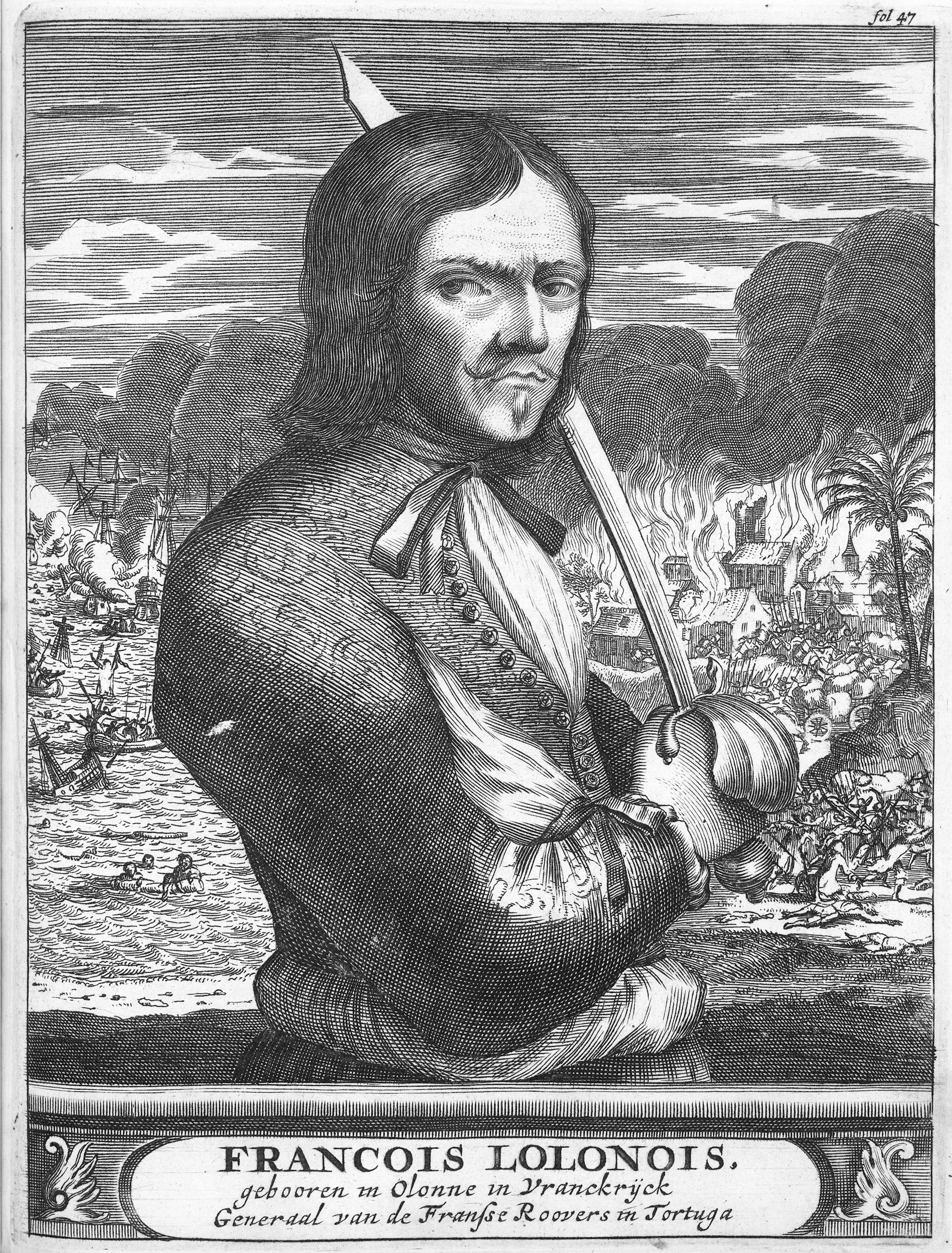
Gravura de François l'Olonnais, empunhando um sabre de abordagem, na obra "De Americaensche Zeerovers",

## Uso na pirataria
Os sabres de abordagem são famosos por terem sido usados pelos piratas, há ampla documentação contemporânea nesse sentido, notavelmente do que respeita a tripulações de piratas de William Fly, William Kidd, Stede Bonnet. O historiador francês  Alexandre Exquemelin refere que o bucaneiro François l'Ollonais usava alfange já em 1667. Estas armas eram usadas tanto para intimidar como para combater, amiúde não se carecendo de mais do que o esboço de desembainhar a lâmina para dissuadir os adversários a render-se.